# Schwartow (Boizenburg/Elbe)
Schwartow ist ein Ortsteil der Stadt Boizenburg/Elbe im Landkreis Ludwigslust-Parchim in Mecklenburg-Vorpommern.
Der Ort liegt nordöstlich des Hauptortes Boizenburg an der B 195 und an der Kreisstraße K 3. Südlich verläuft die B 5, westlich fließt die Boize, ein rechter Nebenfluss der Sude, die wiederum ein rechter Nebenfluss der Elbe ist.

## Baudenkmale

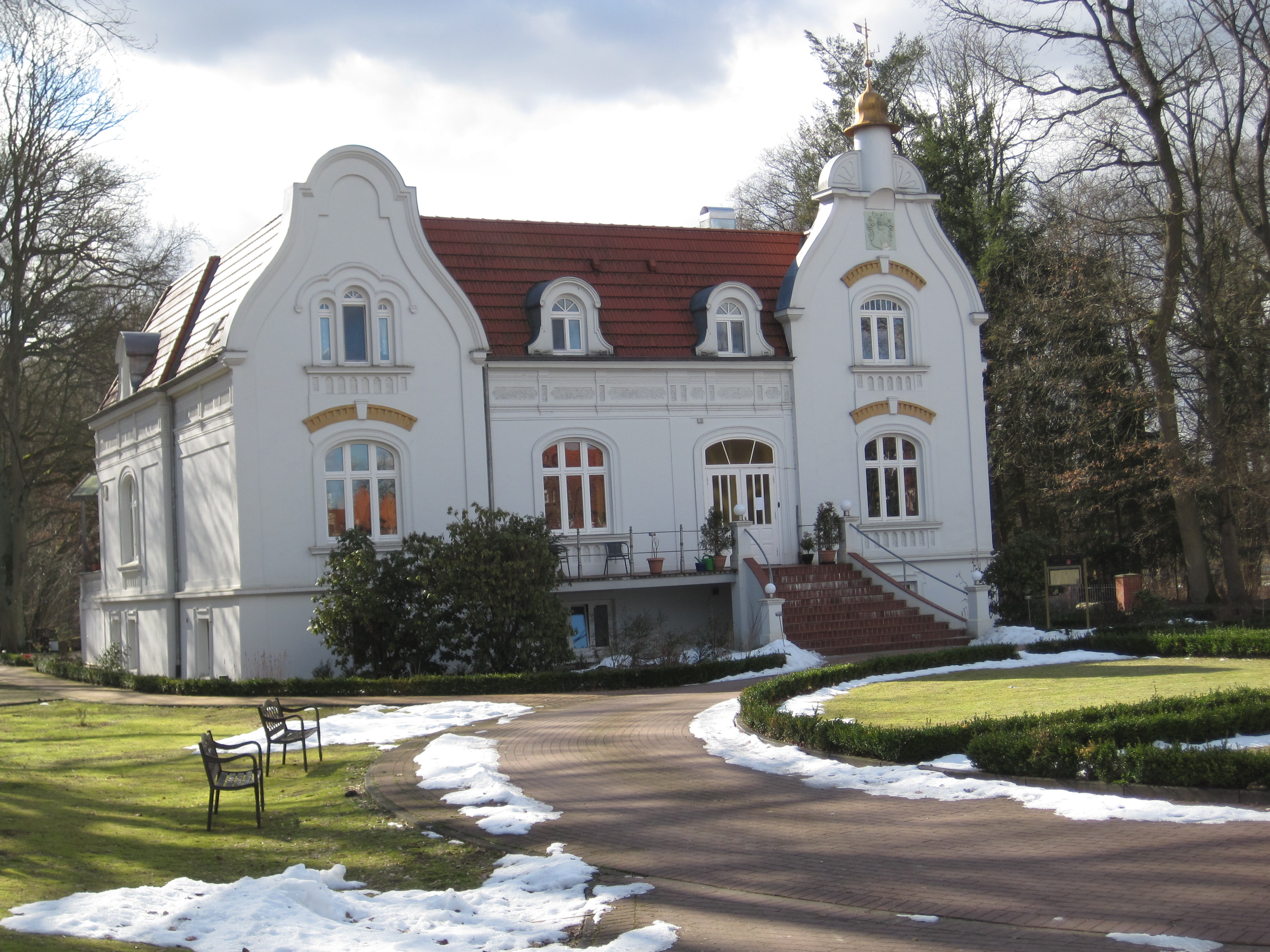
Gutshaus Schwartow (2010)

In der Liste der Baudenkmale in Boizenburg/Elbe sind für Schwartow zwei Baudenkmale aufgeführt:
- Das Gutshaus (Boizestraße 14) ist ein barockisierender, sanierter, eingeschossiger Putzbau mit zwei Seitenflügeln. Heute ist es ein Gasthaus und Hotel.
- das Transformatorenhaus (Am Hof)